# Oskar Sunnefeldt
Oskar Fredrik Sunnefeldt (* 21. April 1998 in Mölndal) ist ein schwedischer Handballspieler, der für Frisch Auf Göppingen aufläuft.

## Karriere

### Verein
Sunnefeldt erlernte das Handballspielen beim schwedischen Verein IK Sävehof. Dort gab der Rückraumspieler im Jahr 2016 sein Debüt in der Handbollsligan. 2019 gewann er mit Sävehof die schwedische Meisterschaft. In der Meisterschaftssaison erzielte Sunnefeldt als Spielmacher insgesamt 229 Treffer und wurde als Bester Newcomer der Saison ausgezeichnet. Anschließend wechselte er zum dänischen Erstligisten SønderjyskE Håndbold. Am 6. Oktober 2020 gab der deutsche Bundesligist THW Kiel seine Verpflichtung bekannt. Mit dem THW Kiel gewann er im Dezember 2020 die EHF Champions League sowie 2021 die deutsche Meisterschaft. Zur Saison 2021/22 unterschrieb er einen Vertrag bis 2024 beim SC DHfK Leipzig. Zur Saison 2024/25 wechselte er zu Frisch Auf Göppingen.

### Nationalmannschaft
Oskar Sunnefeldt nahm mit der schwedischen Jugendnationalmannschaft an der U-19-Weltmeisterschaft 2017 sowie mit der schwedischen Juniorennationalmannschaft an der U-20-Europameisterschaft 2018 teil. Am 20. Juni 2019 gab er sein Debüt für die schwedische A-Nationalmannschaft. Bislang bestritt Sunnefeldt 18 Länderspiele für Schweden, in denen er 14 Treffer erzielte. Bei der Weltmeisterschaft 2021 blieb er in drei Einsätzen ohne Torerfolg, gewann aber mit dem Team die Silbermedaille. Mit Schweden erreichte er das Viertelfinale bei den Olympischen Spielen in Tokio.

## Erfolge
- Schwedischer Meister 2019
- Deutscher Meister 2021
- EHF-Champions-League-Sieger 2020
- Vize-Weltmeister 2021